# Пасвик
Пасвик — международный природный заповедник, часть трансграничного парка Пасвик-Инари. Создан 16 июля 1992 года в Печенгском районе Мурманской области и Норвегии. Назван именем протекающей вдоль его границ реки Паз (Пасвик), что в переводе с саамского означает «святая река» . 
Расположен по обе стороны государственной границы России и Норвегии. Российская часть протянулась вдоль правого берега реки Паз с севера на юг на 44 км. 
Площадь заповедника - 14 687 га:
- акватория — 21%,
- леса — 52%,
- болота — 25%,
- остальные угодья — 2%.

Заповедник создавался как резерват для охраны мест обитаний и гнездований водоплавающих и околоводных птиц (в заповеднике обитает 241 вид, около 50% — водоплавающие и околоводные, кулики  ). Под охраной также находятся различные млекопитающие: медведи, лоси и другие.
Первый из российских заповедников член Федерации ЕВРОПАРК и обладатель сертификата этой федерации .

#### Научная деятельность
Первое десятилетие заповедник проводил инвентаризацию флоры и фауны, закладывал основы мониторинга природных процессов, работал по программе «Летопись природы». Позже спектр научной деятельности расширился: начались фундаментальные биологические и географические исследования, экологический мониторинг среды в районе промышленных предприятий, значительно увеличилось количество международных исследовательских проектов.
С 1993 г. начат учёт мелких млекопитающих по обоим берегам реки Паз — на стационарах «Калкупя» (Россия) и «Роваваара» (Норвегия).
С 2007 года в долине пограничной реки Паз совместно с норвежским НИБИО Сванховд и финским Метсахаллитус (Парки и Дикая природа Лапландии) проводится мониторинг популяции бурого медведя методом бесконтактных технологий с применением ДНК-анализа и фотоловушек .
С 2017 года в акватории реки российскими и норвежскими специалистами начаты регулярные ихтиологические исследования, в первую очередь лососевых рыб, изучение генетических особенностей популяций, экологии и токсикологии рыб.
В 2024 году на круглом столе в рамках научно-практической конференции «Охрана природы Крайнего Севера» ученые представили результаты исследования биологического загрязнения естественных экосистем заповедника от многолетнего выпаса норвежских домашних оленей, которые систематически переходят на российскую территорию с оленеводческих хозяйств Норвегии в связи с дефицитом кормовой базы и пастбищ в соседней с Россией губернии Тромса и Финнмарка. На российской стороне в этом районе приграничья оленеводства нет вообще. 
С декабря 2022 года по февраль 2023 года стадо из 40 домашних норвежских оленей перешли российско-норвежскую границу по замерзшей реке Паз и питались ягелем на заповедной территории России. Москва потребовала от Осло компенсации ущерба в 47 млн крон ($4,3 млн) за те дни, когда олени находились в российской заповедной зоне, а также уплаты 50 тыс. крон ($4 600) за каждое животное, которое переправилось в Россию и паслось в заповеднике «Пасвик» .

#### Экологическое просвещение
Заповедник ведет работу в области экологического просвещения, распространения экологических знаний, воспитания бережного отношения к природе и развития природного туризма по нескольким туристическим маршрутам («Остров Варлама - жемчужина Пасвика», «Глухая плотина», «Раякоски - жизнь у трех границ» ).

## Координаты
- Адрес: 184424, Мурманская область, Печенгский район, посёлок Раякоски
- Официальный сайт. Архивировано 24 октября 2017 года.